# Megachile rotundata
Megachile rotundata és una espècie d'himenòpter de la família dels megaquílids. És una abella europea que ha estat introduïda en diverses regions del món. És solitària i, per tant, no construeix colònies ni emmagatzema mel, però és una pol·linitzadora molt eficaç d'alfals, vegetals i algunes fruites, fet pel qual els agricultors l'acostumen a utilitzar com a ajuda per a la pol·linització dels seus cultius.
Les femelles construeixen i proveeixen el seu propi niu en arbres vells o forats dels troncs i els folren amb fulles tallades. Aquestes abelles s'alimenten de pol·len i nèctar i presenten dimorfisme sexual. Se sap que aquesta espècie mossega i pica però no representa perill a menys que se senti amenaçada o danyada, i la seva picada ha estat descrita com la meitat de dolorosa que la d'una abella de la mel.